# 레이디 랜돌프 처칠
자넷 스펜서처칠(영어: Jeanette Spencer-Churchill, 1854년 1월 9일 ~ 1921년 6월 29일)은 미국에서 태어난 영국의 사교계 명사로, 랜돌프 처칠 경의 아내이자 영국 총리 윈스턴 처칠의 어머니이다.